# عوزی آراد

آراد (دومین نفر از راست و نشسته در کنار بنیامین نتانیاهو، نخست‌وزیر اسرائیل) در سپتامبر ۲۰۰۹

عوزی آراد (به عبری: עוזי ארד) (زاده ۲ اکتبر ۱۹۴۷ در طبریه) استراتژیست اسرائیلی و یکی از چهره‌های شاخص در عرصه سیاست خارجی و امنیتی کشور اسرائیل است.
کابینه اسرائیل در تاریخ ۱۶ فروردین ۱۳۸۸ (۵ آوریل ۲۰۰۹)، عوزی آراد را به سمت رئیس شورای عالی امنیت ملی اسرائیل منصوب کرد.
وی به مدت ۲۵ سال از مسئولین بلندپایه سازمان اطلاعات و وظایف ویژه و رئیس بخش «جمع‌آوری اطلاعات» موساد و همچنین کارشناس ارشد «کمیته سیاست خارجی و دفاعی» کنست بوده‌است.
عوزی آراد همچنین بنیان‌گذار «مؤسسه مطالعات سیاسی و استراتژی اسرائیل» و مدیر کنفرانس راهبردی هرتزلیا است.

## تحصیلات
عوزی آراد در سال ۱۹۷۱ میلادی، موفق به کسب مدرک کارشناسی در رشته تاریخ و روابط بین‌الملل از دانشگاه تل‌آویو شد. در سال ۱۹۷۳ میلادی، موفق به کسب مدرک کارشناسی ارشد از دانشگاه پرینستون در رشته سیاست خارجی و روابط بین‌الملل شذ. عوزی آراد در سال ۱۹۷۵ میلادی، موفق به کسب مدرک دکترا (PhD) در رشته روابط بین‌الملل از دانشگاه پرینستون شد.

## اتهامات
اف‌بی‌آی، عوزی آراد را متهم به داشتن ارتباط با جاسوس آمریکایی، سرهنگ لاری فرانکلین کرده‌است و به این خاطر، نام وی در فهرست «افراد نامطلوب برای امنیت ملی آمریکا» قرار گرفته‌است. از این روی عوزی آراد حق ورود به ایالات متحده آمریکا را ندارد.
هم‌چنین روزنامه تایمز مدعی شد که عوزی آراد به هم‌راه بنیامین نتانیاهو با یک هواپیمای اختصاصی و به صورت محرمانه به مسکو سفر کرده‌بودند و در آن‌جا با ارائه فهرستی از نام دانشمندان روس که برای تولید بمب اتمی به ایران کمک می‌کنند، خواستار توقف کمک‌های اتمی روسیه به ایران شده‌بودند.